# Agelena tenuis
Agelena tenuis är en spindelart som beskrevs av Henry Roughton Hogg 1922. Agelena tenuis ingår i släktet Agelena och familjen trattspindlar.
Artens utbredningsområde är Vietnam. Inga underarter finns listade i Catalogue of Life.